# Un om mare
„Un om mare” este o nuvelă fantastică scrisă de Mircea Eliade în februarie 1945 la Cascais (Portugalia) și publicată în numărul din noiembrie 1948 al revistei literare Luceafărul din Paris. Ea a fost inclusă apoi în volumul Nuvele, tipărit în 1963 de Cercul de Studii «Destin» din Madrid, și în volumul La țigănci și alte povestiri, tipărit în anul 1969 de Editura pentru literatură din București.
Nuvela relatează cazul de macrantropie al inginerului Eugen Cucoaneș, un prieten apropiat al naratorului. Personajul principal începe să crească, fără niciun motiv aparent, spre disperarea lui și a logodnicei sale, Lenora. În cele din urmă, ca urmare a neputinței medicilor de a opri procesul de creștere și a dimensiunilor enorme la care a ajuns, Cucoaneș se retrage în munți. Evoluția lui îl face să depășească condiția umană și-l proiectează într-o condiție mitică, transformându-l, împotriva voinței lui, într-un uriaș din miturile primordiale sau într-un personaj fabulos din basmele populare românești. Nuvela se inspiră, în opinia criticului Eugen Simion, din mitul uriașilor existenți în basme.
Deși debutează ca o narațiune științifico-fantastică, „Un om mare” se transformă ulterior într-o legendă mitologică de inspirație folclorică.

## Rezumat

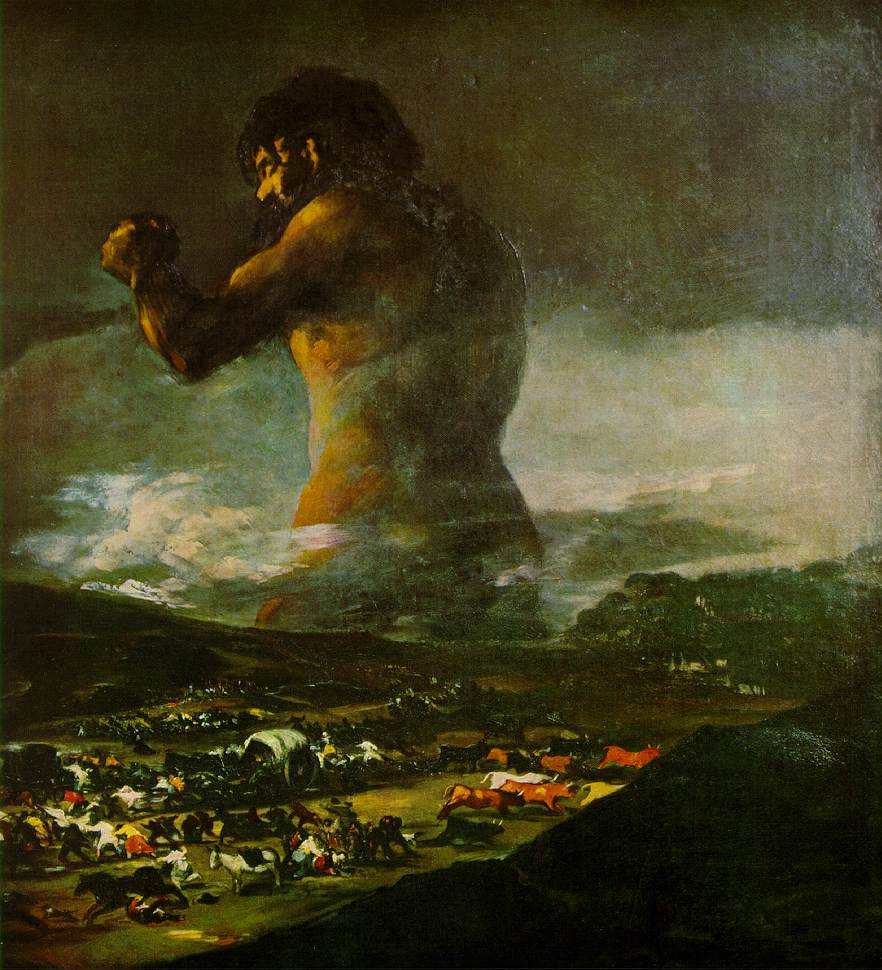
Colosul, pictură atribuită lui Francisco Goya.

Într-o seară tristă din iulie 1933 naratorul primește vizita unui fost coleg de liceu, Eugen Cucoaneș. Cei doi se cunoscuseră în primele clase de liceu, dar nu se împrieteniseră niciodată. Cucoaneș absolvise Politehnica și devenise inginer, obținând apoi un post bine retribuit într-un oraș din Ardeal. El fusese transferat apoi la București și locuia cu chirie într-un apartament de pe strada Lucaci.
Deși nu se văzuseră de 5-6 ani, naratorul îl găsește pe Cucoaneș schimbat în mod neobișnuit față de cum îl cunoscuse. Inginerul îi mărturisește că era neliniștit pentru că în ultima săptămână crescuse în înălțime cu 6–7 cm și se temea să nu sufere de o boală a oaselor. La plecare, inginerul îl roagă pe narator să-l viziteze la domiciliu. În zilele următoare Cucoaneș a consultat un profesor specialist în tuberculoză osoasă care i-a spus că suferă de macrantropie, un fenomen cunoscut în analele medicinei, dar care se manifesta în cazul său cu un ritm neobișnuit. Profesorul susținea că inginerul posedă o glandă dispărută în pleistocen, „pe care mamiferele doar ar fi încercat-o și apoi (...) ar fi abandonat-o pentru că mai mult le încurca”.
Vizitându-l pe Cucoaneș după câteva zile, naratorul constată că ritmul de creștere al acestuia s-a accelerat. Dimensiunile sale se măresc în mod armonios, el păstrându-și în continuare proporțiile de om. Cucoaneș își dă seama că evoluția sa depășește limita de înțelegere științifică a medicinii actuale și nu se mai duce să-și facă analizele medicale. În jurul casei sale încep să se adune gazetari și alți oameni curioși, care încearcă să-l vadă și să-l fotografieze. În următoarele zile inginerul nu mai mănâncă aproape nimic, dar, cu toate acestea, continuă să crească. Hainele încep să-i fie mici, foamea parcă nici nu o simte, iar auzul începe să-i slăbească. În schimb, el afirmă că aude sunete nepercepute de oamenii obișnuiți cum ar fi pulsul unor obiecte de mobilier.
Înțelegând că nu mai poate trăi ca un om normal, Cucoaneș îl roagă pe narator să-l ajute să scape de medici, de gazetari și de alți oameni curioși, intenționând să se ascundă în Munții Bucegi unde să trăiască ca un sihastru, pentru a vedea până la ce nivel va avea loc evoluția sa. Cei doi pleacă cu un camion în munți, iar fostul inginer este lăsat în apropiere de vârful Păduchiosul. La acel moment, naratorului i se pare că prietenul său avea înălțimea de cel puțin trei metri și jumătate. Vocea lui Cucoaneș se transformase în niște sunete incomprehensibile, iar mâna lui devenise „grea, rece, inumană”.
În a patra noapte de la despărțirea de Cucoaneș, naratorul se duce să-i aducă scule de tâmplărie pentru ca „uriașul” să-și construiască o cabană în munte, precum și pături. Alături de el vine și Lenora, logodnica inginerului. Cucoaneș devenise de nerecunoscut, având o înălțime de 6-7 metri. El nu-i mai auzea ce vorbeau, iar vorbele sale nu mai puteau fi înțelese. Cu ajutorul unei bucăți de cretă, Cucoaneș scrie pe o tablă că „e bine” și le arată apoi cerul. Naratorul și Lenora pleacă, lăsându-l în urmă pe uriaș, „cu soarele care-l lovea deasupra, ca pe un munte”.
În săptămânile următoare au fost organizate potere în Munții Bucegi, iar un miliardar sud-american a oferit un premiu celor care-l vor prinde viu. Mai mulți oameni afirmau că-l văzuseră și dădeau amănunte fanteziste (că era asemenea unui munte, că avea mai mulți ochi și mai multe brațe și că rostogolea stânci uriașe la vale). Naratorul afirmă că l-a văzut pe Cucoaneș pentru ultima oară două săptămâni mai târziu când mergea pe un drum de munte (între Moroeni și Dobrești), iar mașina sa a fost oprită de un grup de muncitori care se întorcea de la lucru. Uriașul s-a ivit din pădure, având doar niște pături zdrențuite în jurul coapselor, s-a uitat către luminile mașinii și apoi și-a văzut de drum. Martorii la această întâlnire opinau că el avea la acea vreme între 15 și 30 de metri înălțime. Potrivit zvonurilor, el ar fi fost văzut în luna octombrie în Câmpia Bărăganului, distanța între pașii săi fiind de 40-50 metri. Uriașul umbla numai noaptea și pe vreme ploioasă pentru a nu călca oamenii aflați la muncă și pentru a i se pierde urmele. La sfârșitul aceleiași luni, unii oameni au afirmat că l-ar fi zărit la nord de Constanța, intrând în Marea Neagră și înotând în larg. Soarta sa rămâne necunoscută.

## Personaje
- naratorul — fost coleg de școală al inginerului Cucoaneș, care-l ajută să se refugieze în Munții Bucegi.[12][15][21] Martor al transformării lui Cucoaneș, încearcă să afle de la el răspunsuri la întrebările existențiale ale omenirii.[14]
- Eugen Cucoaneș — inginer, fost coleg de liceu al naratorului.[15][16] Începe brusc să crească în înălțime și se transformă într-un uriaș, asemănător personajelor fabuloase din basme.[6][11]
- Lenora — logodnica lui Cucoaneș, martoră a transformării macrantropice a personajului.[9][26][32] Vrea să-și revadă logodnicul care se refugiase în munți și-l însoțește pe narator în ultima lui expediție.[14][27] Ea înțelege cu acest prilej că fostul ei logodnic nu mai era un om, ci se transformase în percepția umană într-un monstru care împietrea sufletul privitorului precum Gorgona Medusa.[27]
- profesorul — specialist în tuberculoză osoasă, care diagnostichează cazul medical al lui Cucoaneș.[20][33]
- șoferul camionetei[14]

## Scrierea și publicarea nuvelei

### Context biografic

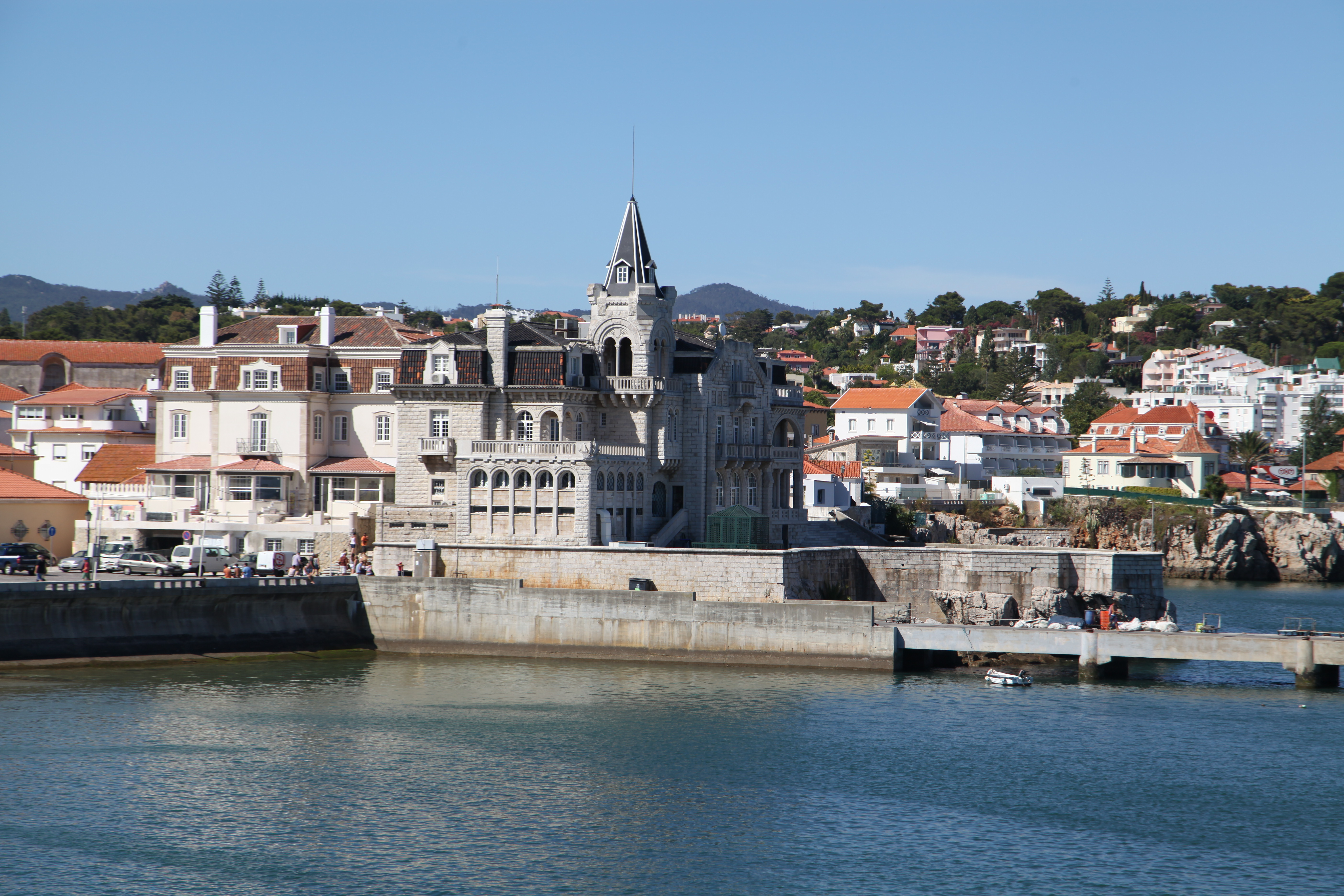
Portul Cascais. Mircea Eliade a locuit, în perioada scrierii acestei nuvele, pe o străduță îngustă aflată în spatele palatului Seixas (sediul Căpităniei Portului).

În februarie 1941 Mircea Eliade a fost numit în postul de consilier cultural la Legația Română de la Lisabona, părăsind astfel Anglia, ca urmare a ruperii relațiilor diplomatice între România și Marea Britanie. Scriitorul a locuit în această perioadă la Lisabona, dar în vara anului 1941 a închiriat casa de vacanță a avocatului Costa Pinto de la Cascais, un fost sat pitoresc de pescari de lângă Estoril transformat într-o stațiune luxoasă la Oceanul Atlantic. Frumusețea stațiunii și clima răcoroasă de pe malul oceanului îi erau prielnice activității literare. Și-a stabilit cabinetul de lucru în camera cea mai spațioasă a căsuței, ale cărei ferestre dădeau către o grădină interioară. Acolo se aflau doar o masă simplă de lemn cu câteva etajere, pe care Eliade și-a aranjat o mică bibliotecă alcătuită din cărți scrise în limbile portugheză și spaniolă.
Scriitorul a mărturisit în Jurnalul portughez că își dorea să promoveze cultura românească în străinătate, dar simțea în același timp că viața culturală din România este marcată de mediocritate și de un complex al periferiei. „M-am suspectat o vreme că frica mea de dezastrul neamului e o formă a egotismului; aș pierde biblioteca, gloriola mea, publicul meu etc. Dar cred că nu e aceasta. În America, după trei-patru ani, aș dobândi o glorie, un public și o avere considerabilă, dacă aș avea inima destul de împietrită ca să renunț la românism pentru o altă cultură. Dar nu pot. Fără neamul meu, nimic nu mă mai interesează în istorie”, scria el în 10 august 1943. El a înțeles însă că succesul demersului său de propagare a culturii românești necesita abandonarea condiției provinciale a operei sale și pătrunderea într-un spațiu de receptare universală. „Adevărul este, de asemenea, că nu mă mai interesează să vorbesc și să scriu pentru un public care, chiar de m-ar înțelege, nu poate crea nici o rezonanță universală ideilor mele. La Paris, am aflat un lucru hotărâtor: că nu poți fructifica pe planul universal al științelor activând în cadrul limitat al unei culturi minore. Cred că am de spus ceva mare”, notează în 25 noiembrie 1943.
În urma schimbării politicii externe a României după evenimentele de la 23 august 1944, aproape toți funcționarii diplomatici de la Lisabona au fost rechemați în țară, dar lipsa banilor, dificultățile de transport și internarea soției lui Eliade într-un sanatoriu au împiedicat plecarea către România. Nina Eliade a murit la 20 noiembrie 1944, iar scriitorul a decis să rămână în Portugalia până la sfârșitul războiului.
În preajma Crăciunului din anul 1944, el a vândut o mare parte din biblioteca personală și s-a mutat, împreună cu fiica sa vitregă Giza (Adalgiza) și cu bătrâna servitoare Măria, din metropola Lisabona (unde locuise într-un apartament spațios situat pe avenida Elias Garcia nr. 147, la etajul III, în apropierea parcului Gulbenkian) în pitoreasca stațiune Cascais. Scriitorul a închiriat pe o perioadă șase luni o casă veche, dar solidă, care aparținea unei familii de moșieri scăpătați. Clădirea se afla pe o străduță pitorească (rua da Saudade nr. 13) și avea o mică terasă deasupra stâncilor, la câțiva metri de ocean. Scriitorul și-a organizat o mică bibliotecă în camera cea mai spațioasă, unde se aflau câteva rafturi goale. Spera că se va întoarce curând în România, așa că a început să pregătească un volum de nuvele pe care să-l ofere profesorului Alexandru Rosetti, care fusese reintegrat în funcția de director al Fundației Regale pentru Literatură și Artă.

### Scrierea nuvelei
Potrivit etnologului Andrei Oișteanu, scriitorul a traversat în perioada sa portugheză (1941–1945) o severă criză psihonevrotică descrisă în „Jurnalul portughez”. Motivele depresiei sale psihice sunt considerate a fi următoarele: depărtarea de țară, evoluția războiului, prăbușirea Germaniei hitleriste, instaurarea regimului comunist în România, obligațiile funcționărești plictisitoare, sentimentul sterilității ca scriitor, boala și moartea soției sale Nina (la 20 noiembrie 1944). El și-a tratat nevrozele în perioada 1943–1945 cu droguri psihotrope (Passiflorina sau Pervitin) din care lua în zadar „doze masive”. Într-o pagină inedită de jurnal din 30 iunie 1968, descoperită pe o foaie volantă de Mac Linscott Ricketts și nepublicată în Jurnalul editat de Mircea Handoca, Mircea Eliade afirma că ontofania trăită de Eugen Cucoaneș în nuvela sa anticipează experiența lui Aldous Huxley (descrisă în The Doors of Perception (1954)), care, după ce a luat mescalină, a remarcat pentru prima oară „existența” scaunului și a obiectelor aflate în jurul său, dându-și seama că aceste obiecte păreau să aibă o viață proprie pe care el nu o mai sesizase până atunci.
Nuvela „Un om mare” a fost scrisă în februarie 1945 la Cascais (Portugalia), un sat de pescari de lângă Lisabona, fiind prima nuvelă scrisă în exil de Mircea Eliade. Scriitorul și-a imaginat acest subiect cu vreo jumătate de an în urmă, la sfârșitul lunii iulie a anului 1944, aspect atestat de însemnarea realizată în 29 iulie 1944 la Lousã (soția sa, bolnavă de cancer, era internată la sanatoriul din acea localitate) și publicată ulterior în Jurnalul portughez:
| “ | Imagine care m-a obsedat înainte de a adormi, a[stă-]noapte: macranthropia unui tânăr. Crește până la doisprezece metri. Nu mai aude sunetele oamenilor. Cum își ia iubita pe palmă și, când îi șoptește tragedia lui, fata se cutremură (îi vede gura, monstruoasă etc.). Izolarea lui definitivă într-o cabană făcută de el, în munte. Macranthropia — o formulă concretă și pitorească a geniului și a izolării sale definitive. Poate ar fi amuzant să scriu o poveste pe această temă. | ” |

În acea perioadă Mircea Eliade trecea printr-o stare prelungită de „întunecare a minții”, potrivit notei de jurnal din 11 septembrie 1944, și se simțea „complet intoxicat” probabil în urma administrării periodice în scop psiho-terapeutic a unui narcotic puternic (după cum susține eseistul și etnologul Andrei Oișteanu). Criza psihică s-a agravat după moartea soției sale, intrând într-o fază majoră la începutul anului 1945 când scriitorul consemna că jurnalul a devenit „un instrument de apărare împotriva neantului care mă amenința din toate părțile”.
Potrivit unei însemnări din jurnal, Eliade a început în după-amiaza zilei de 16 ianuarie 1945 să scrie nuvela „Un om mare” „bazată pe visul avut la Louçã, în prima noapte când am dormit acolo. [...] Am visat atunci cum creșteam eu (eu — sau un prieten? nu-mi mai aduc aminte) până la proporții monstruoase. Acum înțeleg sensul visului (acela pe care-l dau eu nuvelei): singularizarea omului ales de Dumnezeu sau de soartă, a geniului, a sfântului, a «individului» (în sens kierkegaardian), singurătatea lui absolută, incoruptibilă, incapacitatea lui blestemată de a putea comunica cu semenii etc.”. Lucrul la nuvelă a continuat în zilele următoare, fiind încheiat în după-amiaza zilei de 23 ianuarie 1945; manuscrisul nuvelei avea inițial 51 de pagini.
Eliade nu a fost mulțumit de prima versiune a nuvelei și a corectat-o ulterior, după cum menționează într-o însemnare succintă din Jurnalul inedit, datată 19 aprilie 1948: „Am început astă seară corectarea și transcrierea nuvelei «Un om mare». Îngrozitor de prost scrisă. Dar mă încântă întunecatul ei umor”.

### Publicarea nuvelei
Varianta finală a nuvelei a fost publicată pentru prima dată în numărul inaugural din noiembrie 1948 (nr. 1, pp. 66–68) al revistei literare Luceafărul, tipărite la Paris de Niculae I. Herescu, Mircea Eliade și Virgil Ierunca, cu sprijinul financiar al generalului Nicolae Rădescu din Statele Unite ale Americii. Revista Luceafărul a apărut în doar două numere (noiembrie 1948 și mai 1949), apariția ei fiind sistată din lipsă de fonduri; Mircea Eliade a contribuit cu două eseuri („Două tradiții spirituale românești” (nr. 1, pp. 21–29) și „Scrisul și misiunea literaturii” (nr. 2, pp. 129–135)) și două nuvele („Un om mare” (nr. 1, pp. 66–68) și „Fratele risipitor” (nr. 2)).
Nuvela „Un om mare” a fost publicată în anul 1963 în volumul Nuvele (pp. 93–115), tipărit de Cercul de Studii «Destin» din Madrid (condus de George Uscătescu, profesor de filozofie la Universitatea Complutense din Madrid) în cadrul unei colecții de scrieri publicate de personalități românești proeminente ale exilului românesc.
Ca urmare a faptului că, după cel de-al Doilea Război Mondial, opera literară a lui Mircea Eliade a fost interzisă la publicare timp de peste două decenii de către autoritățile regimului comunist, nuvela „Un om mare” a fost publicată în România abia în anul 1967 în revista culturală Cronica din Iași. Profitând de o ușoară „destindere” a politicii culturale a României, Eliade a încredințat, cu maliție, scriitorului Ștefan Bănulescu acest prim text publicat în exil, care a devenit astfel primul text eliadian publicat în România după război.
Nuvela „Un om mare” a fost inclusă apoi în volumul La țigănci și alte povestiri, tipărit în 1969 de Editura pentru literatură din București. Potrivit dorinței autorului, exprimată într-o scrisoare din 15 iulie 1968 către Elena Beram (redactoarea Editurii pentru literatură), ordinea textelor din acel volum era cea cronologică, iar la sfârșitul fiecărei nuvele era menționat anul redactării ei. Cartea a apărut într-un tiraj destul de mic pentru acele vremuri și, cu toate că a fost prost difuzată în rețeaua de librării, s-a epuizat rapid. Prefața volumului, intitulată „Dialectica fantasticului”, a fost scrisă de profesorul Sorin Alexandrescu, nepotul autorului.

## Analiză literară
Nuvelele publicate de Mircea Eliade în perioada exilului urmăresc să descopere prezența sacrului în evenimentele cele mai banale ale existenței umane, transformându-l pe scriitor în cel mai important autor de proză fantastică din literatura română, comparabil cu Howard Phillips Lovecraft și J.R.R. Tolkien. Potrivit teoriei sale transcendentul este camuflat în istorie, iar literatura are rolul să înregistreze și să reveleze hierofaniile (manifestările sacrului), cultivând evaziunea fantastică într-un mod criptic, fără comentarii simplificatoare. Universurile spirituale sunt, în opinia lui Eliade, lumi vii care interferează în lumea profană, producând alterări și metamorfoze. La fel ca în nuvela „Adio!...”, naratorul face un efort de a sugera o experiență supranaturală prin intermediul unui limbaj ce conține termeni inteligibili cititorilor profani.
Mitul existenței unor uriași în perioada primordială a istoriei omenirii apare în mai multe legende din folclorul european, fiind menționat, printre altele, în câteva povestiri populare publicate de filologul german Oskar Dähnhardt în culegerea Natursagen: Eine Sammlung naturdeutender Sagen, Märchen, Fabeln und Legenden (1907).

### Evoluția lui Cucoaneș
Tema nuvelei „Un om mare” o constituie creșterea anormală a unui om. Analizând evoluția inginerului Eugen Cucoaneș, criticul literar Carmen Mușat considera că personajul abandonează Cultura și se reintegrează în Natură (traseu invers față de cel urmat de Dumitru din „O fotografie veche de 14 ani”), depășindu-și condiția de om în urma unui accident biologic straniu. Cucoaneș se transformă într-un uriaș, el pierzându-și treptat capacitatea de a comunica cu semenii săi.
Spre deosebire de scrierile interbelice, fantasticul din nuvelele postbelice se produce accidental, fără a fi provocat de forțe exterioare identificabile. Intervenția fantasticului este aici complexă și difuză, ca urmare a unei interferențe ambigue, greu sesizabile, între lumea reală și lumea fantastică. Creșterea în înălțime (afecțiune cunoscută în medicină sub denumirea de gigantism) a personajului principal este percepută inițial ca o anomalie medicală, care-i provoacă neliniște și iritare. Autorul furnizează o explicație științifică a acestui fenomen ieșit din comun: reactivarea unei glande dispărute în pleistocen, un caz rar întâlnit în analele medicinei. Procesul de creștere este relativ lent la început, dar se accelerează, depășind rapid verosimilitatea cazului medical. Cucoaneș atinge dimensiuni gigantice, asemenea uriașilor din romanul Hrana zeilor (1904) al lui H.G. Wells, înfățișarea sa umană se degradează prin creșterea pilozității și instalarea afaziei, iar apariția lui începe să stârnească frica. Are loc o sporire progresivă a decalajului dintre întâmplările relatate și credibilitatea lor, ceea ce face ca posibilitatea unei astfel de evoluții să fie fantastică.
Personajul își depășește astfel condiția umană, fiind proiectat într-o condiție mitică. Vorbirea lui își pierde specificul omenesc, căpătând un caracter onomatopeic: „sunetele pe care le scotea își pierduseră intensitatea și precizia lor omenească, începând să semene cu exploziile infrasonice, cu șuierul, șoaptele și gemetele familiare în lumea naturală; acum părea un susur îndepărtat de pârâu, acum căderea unei cascade, acum vântul deasupra unui lan de grâu sau, vijelios, încovoind ramurile într-o altă pădure. (...) Dacă era agitat, Cucoaneș vorbea aproape incomprehensibil. Teribile siflante, neverosimile palatale, asemenea unor pocnituri de monstruoase dopuri în pântecul unei umede, stâlcite viori, șuierături și triluri guturale, uneori atât de joase încât le credeai smulse cine știe cărui obiect din lumea lucrurilor moarte – un birou mișcat din loc, o ladă uriașă trasă pe pământ, căzătura unui sac cu nisip – nazale atrofiate, ștrangulate brusc de convulsive înecăciuni, toate acestea se urmau, câteva zeci de secunde, întrerupte pe alocuri doar de pauze în care se auzea un ușor sforăit”. În plus, Cucoaneș începe să audă altfel de sunete, simțind că toate obiectele care îl înconjoară au un puls (asemănător cu ticăitul ceasului) care bate regulat. Ascuțirea simțurilor determină o conștientizare a faptului că lumea este vie, fiecare moleculă vibrând și pulsând.
Pe măsură ce procesul de creștere evoluează, fostul inginer devine o forță elementară a Naturii, pierzându-și înfățișarea și vorbirea umană și părăsind spațiul realității urbane și lumea oamenilor pentru a se integra regnului mineral, precum un uriaș din miturile primordiale („Când și-a ridicat umerii din vale, părea Neptun înălțându-se printre talazuri. [...] Așteptai să-l vezi ridicând tridentul neptunic sau asmuțind fulgerele, ca Jupiter...”) sau un personaj fabulos din folclorul românesc (Ochilă, Gerilă, Flămânzilă, Strâmbă-Lemne sau Sfarmă-Piatră). Provocat de narator să-și definească noua condiție, Cucoaneș se mulțumește să exclame: „E bine!” și să arate cu brațul către cer, fără a detalia în ce sens este bine. Personajul atinge înălțimi incredibile (după unii martori – 15–16 metri, după alții – 20–22 de metri, ba chiar peste 30 de metri) și ajunge să se măsoare cu pădurea și cu munții, intrând într-un fel de dialog cu forțele cosmice primordiale. Macrantropia integrează personajul în circuitul cosmic, permițându-i să cunoască tainele universului, care sunt considerate inaccesibile oamenilor obișnuiți.

### Semnificații mistice

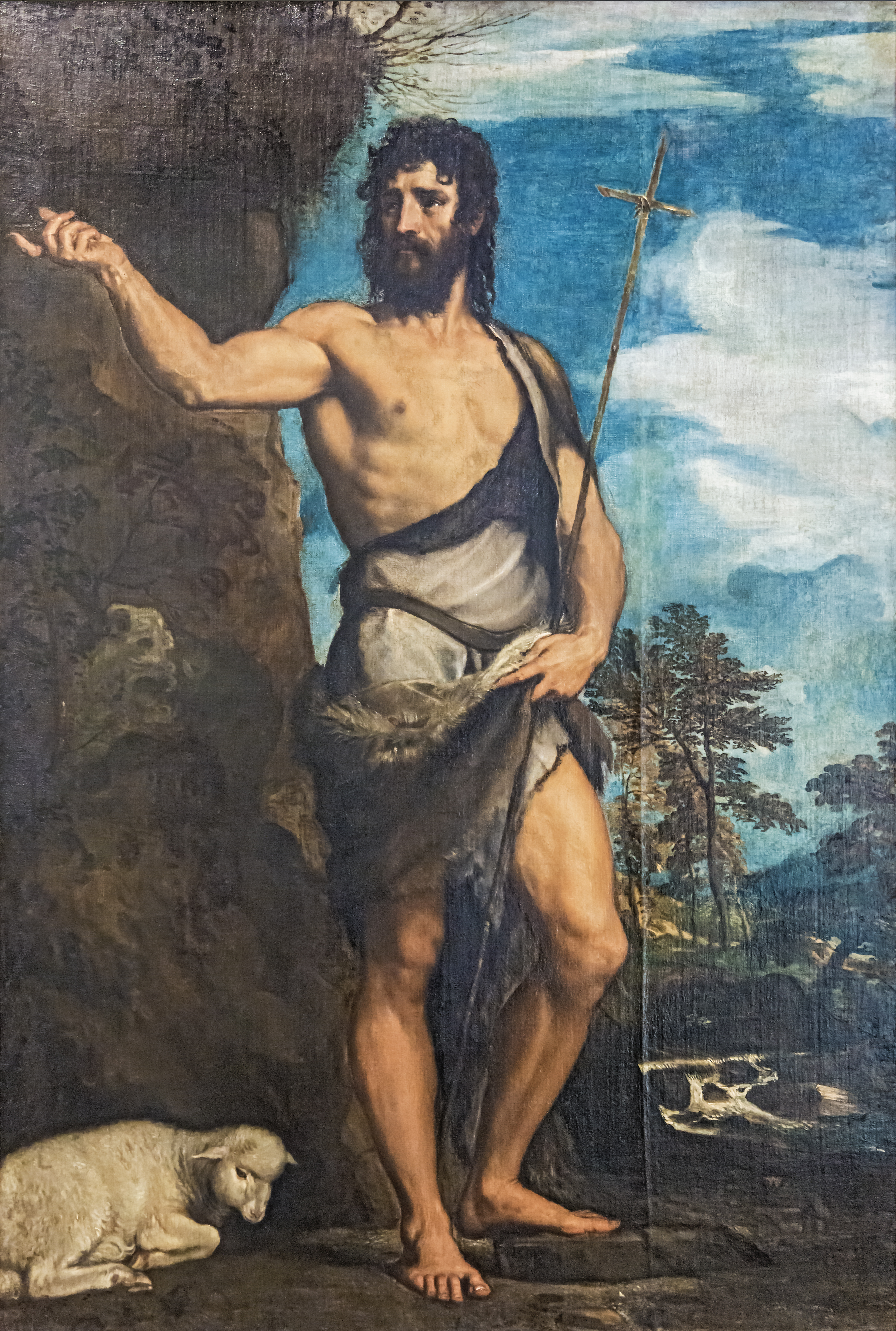
„Sfântul Ioan Botezătorul” – pictură realizată în jurul anului 1540 de Tițian.

Accentul lui Mircea Eliade este pus în această nuvelă nu pe studiul fenomenului macrantropic, ci pe contactul unei ființe umane cu o realitate mitică, care nu poate fi percepută cu ajutorul simțurilor obișnuite. Misterul percepției supraomenești a personajului se adâncește, fără ca autorul să intre în detalii, căci, potrivit celor afirmate de Vladimir Soloviov, principala caracteristică a fantasticului pur este aceea că el nu se manifestă niciodată cu claritate, deoarece fantasticul este camuflat în realitatea exterioară și este perceput doar de cei care posedă simțuri superioare, în timp ce rămâne irecognoscibil persoanelor obișnuite.
Există totuși unele vagi indicii. Cucoaneș, un individ tânăr, fără mari ambiții, trăiește o „chemare” profetică și devine brusc celebru. Se retrage, cu ajutorul naratorului, din calea oamenilor, percepând celebritatea ca un blestem. Ajuns în sălbăticia munților, cu un aspect fizic tot mai neîngrijit (barba lăsată să crească fără opreliști și îmbrăcămintea simplă legată cu sfoară), Cucoaneș începe să semene cu un profet și își ridică înspăimântător brațele către cer, adresându-se văilor și munților cu vorbe neînțelese de oameni. Uriașul, care, potrivit eseistului francez Claude-Henri Rocquet, „îi aude pe zei vorbind”, rostește expresiile „Vox populi” și „Vox clamantis in deserto”, ultima dintre ele amintind de predicarea în deșert a Sfântului Ioan Botezătorul și luminând semnificația exilului lui Eugen Cucoaneș. Înălțarea sa fizică poate reprezenta și o ascensiune spirituală, personajul descoperind o taină pe care nu o poate revela oamenilor obișnuiți; astfel, la întrebarea „Ce este acolo?” el răspunde enigmatic: „Totul este”. Acest răspuns dovedește, după opinia profesorului israelian Moshe Idel, evoluția personajului către desăvârșirea spirituală, potrivit ideilor expuse de Eliade în versiunea din 1942 a eseului Mitul reintegrării: „În sfârșit, ca să subliniem faptul că orice ins, cu sau fără voia lui, poartă în suflet nostalgia desăvârșirii, trebuie să spunem că chiar actul esențial al dragostei aduce după sine o experiență — firește, foarte palidă — a androginiei”.
Odată cu evoluția macrantropiei Cucoaneș dobândește acces la o sumă de taine ale universului, dar nu poate să le tălmăcească celorlalți, deoarece comunicarea dintre lumea sacră și lumea profană este imposibilă. Limbajul personajului rămâne neînțeles oamenilor obișnuiți, care nu percep decât niște zgomote asemănătoare cu cele existente în natură. Bariera de comunicare împiedică transmiterea cunoștințelor cu o încărcătură sacră.
Gestul aparent simplu al oferirii câte unei ramuri verzi celor trei vizitatori are sensul unei vești bune transmise de un mesager divin, putând reprezenta un îndemn de a căuta Pomul Cunoașterii Originare pentru a înțelege semnificația vieții, dar acest mesaj nu este înțeles de exponenții unei lumi desacralizate. Cei trei vizitatori iau cu mare teamă ramura verde în mâini, dându-și seama că se încearcă dezvăluirea unei taine cutremurătoare, dar nu știu ce să facă cu ea și-l privesc pe uriaș, așteptând lămuriri pe care nu le mai primesc. Dispariția finală în mare (izvor al vieții) a lui Cucoaneș ar putea semnifica depășirea granițelor condiției umane și o cufundare în înțelepciunea primordială și eternă a Cosmosului sau o reintegrare în Natură, pe care personajul o descoperise în noua sa ipostază.

### Alte interpretări posibile

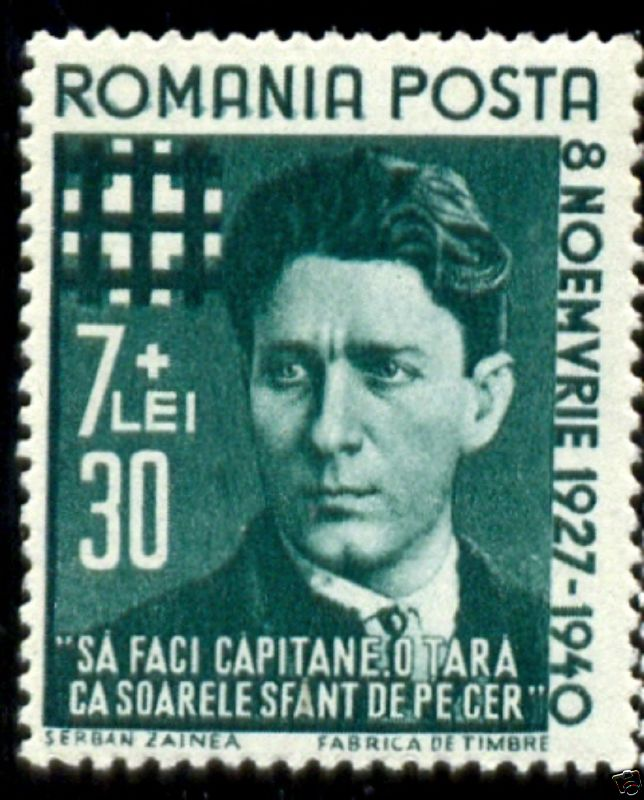
„Căpitanul” Corneliu Zelea Codreanu reprezentat pe un timbru românesc din 1940.

Au fost identificate mai multe alte direcții de interpretare a nuvelei. Ioan Petru Culianu, discipolul și biograful autorizat al lui Eliade, considera că personajul Cucoaneș ar evoca figura lui Corneliu Zelea Codreanu, față de care Eliade avea o simpatie. Conducătorul Mișcării Legionare (căruia adversarii îi spuneau Coco, iar țăranii Cuconu’) avea trăiri mistice profunde care-l făceau să piardă uneori simțul realității și să se detașeze de lumea exterioară. Creșterea vertiginoasă a lui Cucoaneș care-l determină să se refugieze în grabă în munți și să rupă contactul cu semenii săi este, în opinia lui Culianu, o alegorie a superiorității mentale a lui Corneliu Codreanu față de oamenii vremii sale, neputincioși în a-l înțelege.
Urmând direcția indicată de Culianu, criticul Matei Călinescu afirmă că pot fi găsite în nuvelă unele aluzii vagi cu privire la Corneliu Codreanu. Acțiunea nuvelei începe la București în iulie 1933, când un profesor universitar de medicină diagnostichează cazul creșterii anormale a lui Cucoaneș; în vara acelui an profesorul de metafizică Nae Ionescu începuse în ziarul Cuvântul o campanie de presă în favoarea Gărzii de Fier. Pe măsură ce personajul crește vocea sa devine tot mai puțin inteligibilă de congenerii săi, aspect evidențiat de Cucoaneș atunci când rostește pe munte expresia „Vox clamantis in deserto”, posibil semnificând ideea că profețiile lui Codreanu nu au fost înțelese. Aceste aluzii sunt considerate însă prea vagi pentru a demonstra identificarea lui Cucoaneș cu comandantul Gărzii de Fier, cu atât mai mult cu cât personajul eliadian nu este un lider carismatic, ci un singuratic, și nu folosește o retorică naționalistă. În plus, Eliade a infirmat o astfel de interpretare în Jurnalul portughez, notând că macrantropia este „o formulă concretă și pitorească a geniului, și a izolării sale definitive”.
Potrivit unei alte interpretări, Eugen Cucoaneș ar putea fi un „autoportret simbolic” al autorului, care ar fi experimentat în vara anului 1933 o convertire mistică sau o hierofanie; Eliade ar fi înțeles astfel că are o „chemare”, iar ascensiunea sa spirituală l-a făcut să nu mai poată fi capabil să dialogheze cu lumea profană. Această interpretare este întărită de megalomania și narcisismul atribuite lui Eliade, care l-a făcut să aibă permanent senzația că a fost înțeles greșit și că ar fi devenit prin urmare o „vox clamantis in deserto” pentru compatrioții săi aflați în exil. În această optică, numele Cucoaneș cu conotații boierești, acordat persoanei care trăiește ontofania, nu este o aluzie la cineva anume, ci ar putea sugera superioritatea lumii vechi, mitizate, asupra lumii moderne cotidiene.

### Stil narativ
„Un om mare” este format dintr-o relatare la persoana I a unor întâmplări stranii trăite de un fost coleg de liceu al naratorului, inginerul Cucoaneș. Implicarea naratorului este redusă: el este martorul întâmplărilor relatate și ia parte doar ocazional la desfășurarea lor, ceea ce conferă relatării o autenticitate sporită. Metamorfoza stranie a lui Cucoaneș este prezentată în mod cronologic, fără fracturi temporale și suprapunerea altor planuri narative. Prezentând permanent o serie de întâmplări senzaționale, autorul își bulversează cititorii și împiedică monotonia narativă. Astfel, atenția cititorului nu este distrasă pe parcursul lecturii, ceea ce i-a făcut pe unii critici să considere că autorul dovedește o adevărată vocație pentru literatura fantastică.
Unii critici au afirmat că această nuvelă are aspectul unei povestiri științifico-fantastice, fiind avansată la un moment dat o explicație „științifică” a fenomenului macrantropic de care suferea personajul principal: „Este, cum se spune, un caz unic nu numai în analele medicinei, adăugă el (Cucoaneș – n.n.) pe același ton debil sardonic, ci unic chiar pentru capacitatea de înțelegere a științei moderne. Profesorul pretinde că posed o glandă dispărută în pleistocen, o glandă pe care mamiferele doar ar fi încercat-o și apoi, zice el, ar fi abandonat-o pentru că mai mult le încurca. Cred și eu că le încurca!...”. Această ipoteză științifică, care constituie un pretext sau un truc literar, conferă acestei narațiuni fantastice un fundament teoretic și o apropie de frontiera literaturii științifico-fantastice. Cu toate acestea, autorul nu furnizează o motivație rațională a întâmplărilor senzaționale relatate (cum este cazul în scrierile științifico-fantastice) și restructurează elementele științifico-fantastice într-o fantezie livrescă, fiind interesat mai mult de situația pitorească decât de senzaționalismul științific. Fantasticul de natură științifică evoluează, prin urmare, către un fantastic fabulos de inspirație folclorică.
Criticul Matei Călinescu consideră că Eliade tratează tema sa comună – irecognoscibilitatea miracolului – într-un mod ușor ironic, aducând ca argumentul faptul că muntele care separă lumea sacră de lumea profană poartă numele Păduchiosul.

## Aprecieri critice
Analizând proza fantastică interbelică a lui Mircea Eliade, criticul Ov.S. Crohmălniceanu considera că autorul manifestă o pasiune eminesciană pentru marile mituri cosmogonice, având o intuiție a misterului și un dar al evocării care șterge frontiera ce desparte realitatea cotidiană de miraculos. „Literatura lui înfăptuiește o remarcabilă prospectare a lumii interioare, înspre acele zone-limită de ordin abisal”, concluzionează criticul.
Rupt de propria țară și trecând prin experiența tragică a războiului, autorul a scris în perioada postbelică nuvele în care a încercat să cristalizeze un nou tip de fantastic, mai criptic. În opinia profesorului Sorin Alexandrescu nuvela „Un om mare”, scrisă în 1945, nu se rupe de trecutul literar al lui Eliade și conține asemănări cu nuvela „Șarpele” prin promovarea unui fantastic de origine folclorică.
Academicianul Eugen Simion considera că această nuvelă este inspirată din mitul uriașilor existenți în mitologia românească precum Ochilă, Strâmbă-Lemne, Sfarmă-Piatră sau copiii care cresc într-o zi cât alții într-un an, apropiindu-se ca subiect de fantasticul anatomic cultivat în perioada interbelică care punea accent pe prezentarea unor cazuri medicale neobișnuite. În studiul său dedicat istoriei literaturii științifico-fantastice din România, criticul Florin Manolescu afirmă că „Un om mare” poate fi considerată o nuvelă S.F. ce instituie un mit: mitul uriașilor care ar fi existat în perioadele vechi ale istoriei și care ar fi dispărut în procesul de evoluție al omenirii.
Au fost identificate asemănări cu alte scrieri pornind de la ideea regăsirii condiției sacre. Astfel, potrivit lui Gheorghe Glodeanu, întâmplarea stranie a lui Cucoaneș (relatată de Eliade în „Un om mare”) seamănă cu aventura îngerului căzut pe pământ, care, după ce duce pentru un timp o existență terestră, regăsește drumul către cer (relatată de Gabriel García Márquez în povestirea „Un domn foarte bătrân cu niște aripi enorme”).
Criticul Matei Călinescu, cercetător al operei literare a lui Mircea Eliade, scria că această nuvelă este, în opinia sa, o „simplă și misterioasă parabolă, poate povestirea cea mai memorabilă a lui Eliade”. Potrivit criticului sus-menționat, povestirea are meritul că poate fi interpretată în mai multe moduri, independent de contextul istorico-politic, așa putând fi explicată lipsa obiecțiilor cenzurii comuniste.

## Influențe literare

Două scrieri ale lui Eugen Ionescu ar fi fost inspirate, în opinia lui Eliade, de subiectul nuvelei „Un om mare”.

Această nuvelă a constituit o sursă de inspirație și pentru alte scrieri. Într-o însemnare din jurnal datată 6 noiembrie 1953 (neinclusă în Fragments d'un journal (1973) sau în ediția în limba română a Jurnalului) Mircea Eliade afirma că povestirea „Flamura” („Oriflamme”, 1949) și piesa de teatru Amedeu sau scapi de el cu greu (Amédée ou Comment s'en débarrasser, 1954) ale lui Eugen Ionescu au fost inspirate parțial din nuvela sa: „Aseară, la Eugen Ionescu, să ascultăm noua lui piesă, Amédée. Trei acte și, pentru „stilul Ionesco”, cam lungă. Ideea creșterii monstruoase a cadavrului (care ajunge să ocupe două camere) a luat-o desigur din nuvela mea Un om mare. De nenumărate ori mi-a spus cât de mult i-a plăcut. A și scris o nuvelă cu acest subiect, pe care o va publica în NRF”.
Povestirea ionesciană relatează, la persoana I, un caz de adulter sfârșit prin uciderea amantului de către soț. Cadavrul amantului rămâne timp de 10 ani în patul conjugal al cuplului și îmbătrânește odată cu cei doi soți, încărunțind. La un moment dat începe să crească și în cele din urmă este târât afară de narator, dar devine imponderabil și, după ce se încolăcește în jurul trupului naratorului, se înalță către cer. Fără a nega sursa de inspirație eliadescă, Eugen Ionescu a explicat mai târziu cititorilor săi că, în viziunea sa, cadavrul care crește vertiginos reprezintă „greșeala, păcatul originar”, făcând aluzie la sentimentul de culpabilitate biblică al oamenilor sau poate, potrivit lui Matei Călinescu, la colaboraționismul regimului de Vichy cu Germania Nazistă. Scrierile ambilor autori, care conțin sugestii religioase (coincidentia oppositorum la Eliade și păcatul originar la Ionescu), au totuși asemănări prea generale pentru a se putea vorbi de influențe tematice.
De asemenea, trebuie menționat că personajul Cucoaneș nu este singurul macrantrop din opera lui Eliade. Un alt exemplu este Oana, fata cârciumarului din Obor, din nuvela „Pe strada Mântuleasa...”, care avea la 18 ani „aproape doi metri patruzeci” și „părea o fată de Uriași Jidovi”. Personaj originar dintr-o rasă de giganți, Oana se închină la Lună și este capabilă să descifreze tainele universului, integrându-se astfel unei ordini cosmice sacre.

## Traduceri
Nuvela „Un om mare” a fost tradusă în mai multe limbi străine:
- engleză („A Great Man”, în vol. Fantastic Tales, Dillon’s University Bookshop Ltd, Londra, 1969, pp. 10–75; traducere de Eric Tappe, reeditată în 1990 de editura Forest Books din Londra–Boston),[148][149][150]
- maghiară („Egy nagy ember”, în vol. Különös kalandok, Editura Kozmosz, Budapesta, 1976; traducere de Péter Zirkuli; reeditată în vol. Piknik a senkiföldjén – Tudósok sci-fi írásai, Editura Kriterion, București, 1985, pp. 296–321),[151][152]
- germană („Der Makranthropus”, în vol. Phantastische geschichten, Insel Verlag, Frankfurt pe Main, 1978; traducere de Edith Silbermann, reeditată în 1980 și 1981 de Suhrkamp Verlag din Frankfurt pe Main în vol. Bei den Zigeunerinnen: Phantastische Geschichten),[153][154][155]
- franceză („Le macranthrope”, în vol. Uniformes de général, Gallimard, Paris, 1981; traducere de Alain Paruit),[156][157]
- italiană („Un uomo grande”, în vol. Il segreto del dottor Honigberger. Racconti, Jaca Book, Milano, 1988, pp. 91–126; traducere de Mariano Baffi),[70][71][158][159]
- cehă („Velký muž”, în vol. Tajemství doktora Honigbergera, Editura Vyšehrad, Praga, 1990; traducere de Jiří Našinec),[160][161][162]
- spaniolă („Un hombre grande”, în vol. Relatos fantásticos, Editorial Kairós, Barcelona, 1999; traducere de Joaquín Garrigós Bueno),[163][164]
- rusă („Великан”, în vol. Гадальщик на камешках, Editura Azbuka, St. Petersburg, 2000; traducere de Marianna Kojevnikova),[165][166][167]
- bulgară („Един голям човек”, în vol. Гадателят. Госпожица Кристина. При циганките, Zaharii Stoianov, Sofia, 2002; traducere de Ognean Stamboliev),[168][169]
- japoneză („Ōmono”, în vol. Eriāde gensō shōsetsu zenshū, vol. 1 (1936-1955), Sakuhinsha, Chiyoda, Tokyo, 2003; traducere de Haruya Sumiya),[170][171]
- portugheză („Um homem grande”, în vol. Nas ciganas. Novelas Completas, Edições Cavalo de Ferro, Lisabona, 2004; traducere de Anca Ferro)[172] etc.